# Basilio Losada Castro
Basilio Losada Castro (Puebla de San Julián, Láncara, Lugo, 20 de junio de 1930-Barcelona, 9 de julio de 2022) fue un traductor y crítico literario español.

## Biografía
Nació el 20 de junio de 1930 en la parroquia de Puebla de San Julián del municipio español de Láncara, Lugo.
Filólogo, antropólogo, traductor, historiador y docente, fue catedrático de Filología Románica en la Universidad de Barcelona desde 1986 y catedrático jefe del departamento de Filología Gallega y Portuguesa en la Universidad de Barcelona, inaugurando así el primer departamento universitario de estudios gallegos fuera de tierra gallega, con los profesores Camilo Fernández, Helena González y Sabela Labraña. Traducía al castellano y gallego, así como textos de Kierkegaard y otros autores del Romanticismo europeo que hubieran ejercido una influencia destacada en la obra de Rosalía De Castro. Era autor de numerosos estudios críticos sobre la literatura gallega, portuguesa y brasileña, así como estaba considerado en vida el mayor experto en la obra de Rosalía De Castro y profundo conocedor y divulgador del Camino de Santiago en su vertiente denominada "francesa" (Roncesvalles). Tradujo 150 libros en siete lenguas, de autores como Jorge Amado, Saramago, Rosalía de Castro, Pere Gimferrer... En 1991 recibió el Premio Nacional de traducción por Historia del cerco de Lisboa, de José Saramago.
Se jubiló como catedrático el año 2000, aunque seguía impartiendo clases en los programas de diversas universidades estadounidenses en la Universidad de Barcelona. A los setenta años publicó su primer trabajo de ficción, la novela La peregrina (traducida al italiano por Giuseppe Tavani), ambientada en la Edad Media, período en el que era un gran experto gracias a su investigación acerca de los denominados "séculos escuros" en la lengua y literatura gallegas desde los siglos X al XVIII. 
Falleció el 9 de julio de 2022 en Barcelona.

## Distinciones
Entre las distinciones otorgadas, recibió la Cruz de Sant Jordi de la Generalidad de Cataluña; la Comenda da Ordem do Infante Dom Henrique, otorgada por el gobierno portugués; la  Ordem do Cruzeiro do Sul de Brasil; la Medalla Castelao de la Junta de Galicia y en 2018 recibió el Premio Eduardo Lourenço.